# Слобозія (комуна, Арджеш)
Слобозія (рум. Slobozia) — комуна у повіті Арджеш в Румунії. До складу комуни входять такі села (дані про населення за 2002 рік):
- Нігрішоара (300 осіб)
- Слобозія (4824 особи) — адміністративний центр комуни

Комуна розташована на відстані 68 км на захід від Бухареста, 47 км на південний схід від Пітешть, 115 км на схід від Крайови, 129 км на південь від Брашова.

## Населення
За даними перепису населення 2002 року у комуні проживали 5124 особи.
Національний склад населення комуни:
| Національність | Кількість осіб | Відсоток |
| -------------- | -------------- | -------- |
| румуни         | 4882           | 95,3%    |
| цигани         | 236            | 4,6%     |

Рідною мовою назвали:
| Мова      | Кількість осіб | Відсоток |
| --------- | -------------- | -------- |
| румунська | 5118           | 99,9%    |

Склад населення комуни за віросповіданням:
| Релігія       | Кількість осіб | Відсоток |
| ------------- | -------------- | -------- |
| православні   | 5108           | 99,7%    |
| мусульмани    | 6              | 0,1%     |
| баптисти      | 5              | 0,1%     |
| римо-католики | 3              | 0,1%     |
| адвентисти    | 2              | < 0,1%   |

## Зовнішні посилання
- Дані про комуну Слобозія на сайті Ghidul Primăriilor